# خالد بودو
خالد بودو (مواليد 1974)، هو كاتب هولندي من أصل ريفي (شمال المغرب).
ولد في بلدة تمسمان يوم 1 أكتوبر 1974 هاجر مع عائلته إلى هولندا وهو طفل، بدأ بودو كتابة القصص القصيرة والقصائد في مرحلة مبكرة وحصل على جوائز عدة. ويكتب عمود اسبوعي في الصحف الهولندية.

## من مؤلفاته
- جنة شنستل «Het schnitzelparadijs» صدر 2001. (تحول إلى فيلم سينمائي).
- الرئيس «De president» نشر 2005. (تحول إلى فيلم سينمائي).
- مافيا البيتزا «Pizzamaffia» نشر 2007.
- نحن دائما على حق «Wij hebben altijd gelijk» نشر 2009.
- كل شئ أو لاشئ «Alles of niets». نشر 2010.

وكتب أخرى....

## الجوائز
- جائزة الهجرة للأدب
- جائزة «Gouden Ezelsoor»
- جائزة «Jonge Jury».

## وصلات خارجية
- خالد بودو على موقع IMDb (الإنجليزية)